# It's Not My Time
"It's Not My Time" é o primeiro single oficial do auto-intiulado quarto álbum de estúdio da banda de rock 3 Doors Down. O lançamento digital via iTunes aconteceu em 19 de fevereiro de 2008. Tem uma versão acústica disponível no iTunes, gravada em Tóquio, no Japão.

## Lista de faixas
Versão EP
1. "It's Not My Time" - 4:03
2. "Who Are You" - 3:10
3. "It's Not My Time" (acústica) - 3:57

## Desempenho nos gráficos
| Gráfico (2008)                       | Posição |
| ------------------------------------ | ------- |
| Áustria Singles Top 75               | 44      |
| ARIA Charts                          | 26      |
| Canadian Hot 100                     | 20      |
| EUA Billboard Hot 100                | 17      |
| EUA Billboard Pop 100                | 18      |
| EUA Billboard Mainstream Rock Tracks | 1       |
| EUA Billboard Modern Rock Tracks     | 5       |
| EUA Billboard Adult Top 40           | 1       |
| Finlândia Singles Top 20             | 12      |
| Media Control Charts                 | 37      |
| RIANZ                                | 18      |
| Russia Maximum Rock Chart            | 12      |
| Suiça Singles Top 100                | 49      |
| Radio Disney Top 30 Countdown        | 12      |